# Heimertingen

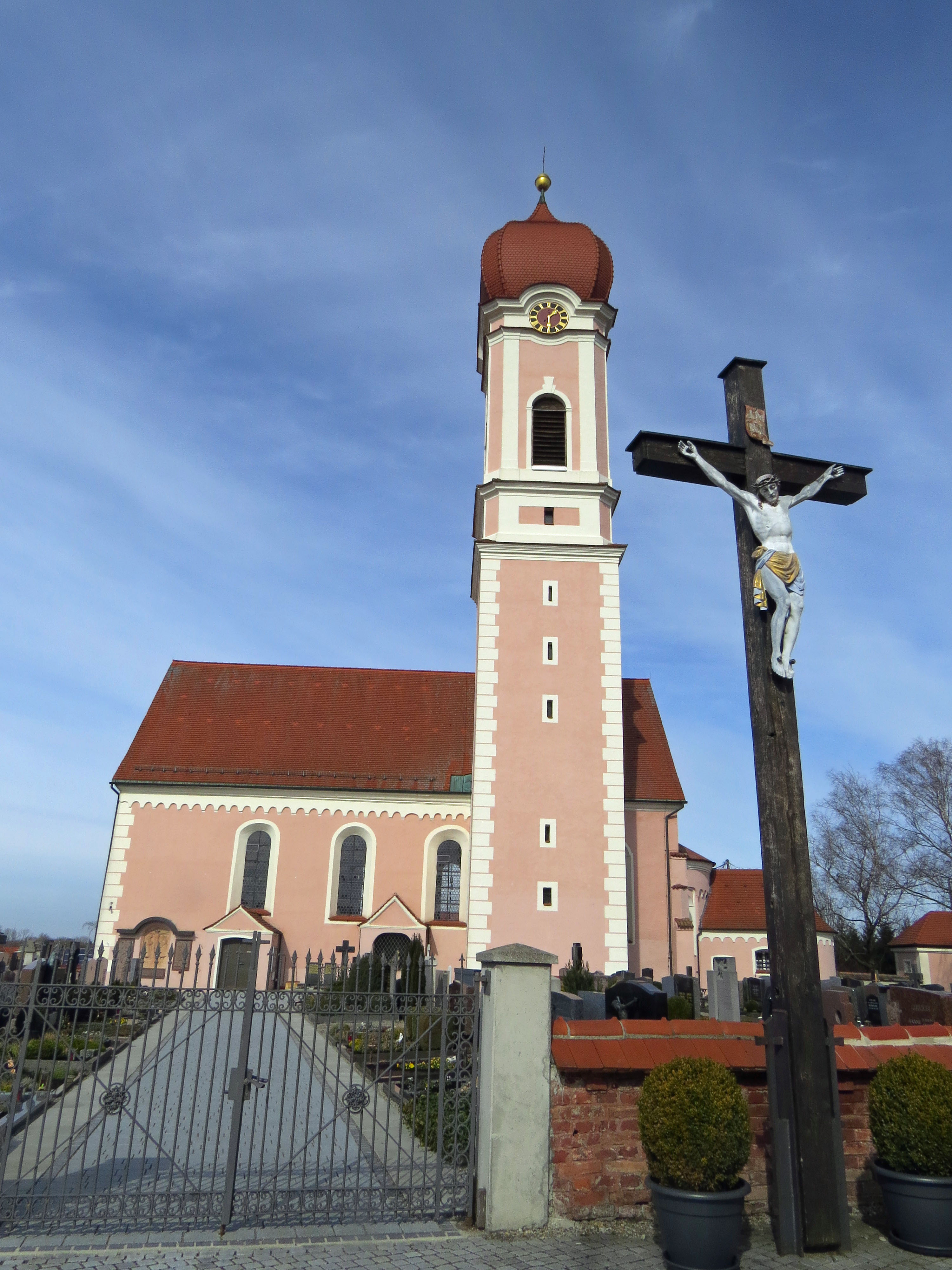
Kirche St. Martin in Heimertingen

Heimertingen ist eine Gemeinde im schwäbischen Landkreis Unterallgäu des deutschen Bundeslandes Bayern.

## Geographie
Die Gemeinde liegt direkt an der Stadtgrenze von Memmingen in der Region Donau-Iller in Mittelschwaben.
Das Gemeindegebiet besteht nur aus der Gemarkung Heimertingen.
Es gibt drei Gemeindeteile (in Klammern ist der Siedlungstyp angegeben):
- Heimertingen (Pfarrdorf)
- Reutehof (Einöde)
- Sennhof (Weiler)

## Geschichte

### Bis zur Gemeindegründung
Heimertingen war bis zum Reichsdeputationshauptschluss 1803 Amtssitz des Fürstentums Fugger-Babenhausen, der ursprünglich Augsburger Fuggerlinie Fugger von der Lilie. Mit der Rheinbundakte (1806) kam der Ort zum Königreich Bayern. Im Jahr 1818 entstand die politische Gemeinde.

### Einwohnerentwicklung
| Jahr      | 1961 | 1970 | 1987 | 1991 | 1995 | 2000 | 2005 | 2010 | 2015 |
| --------- | ---- | ---- | ---- | ---- | ---- | ---- | ---- | ---- | ---- |
| Einwohner | 1122 | 1300 | 1406 | 1475 | 1674 | 1654 | 1713 | 1680 | 1721 |

- Zwischen 1988 und 2018 wuchs die Gemeinde von 1397 auf 1723 um 326 Einwohner bzw. um 23,3 %.

## Politik
Die Gemeinde ist ein Mitglied der Verwaltungsgemeinschaft Boos.

### Bürgermeister
Bürgermeister ist seit Mai 2020 Josef Wechsel (* 1963) (Heimertinger Liste und CSU). Er gewann die Stichwahl mit 56,2 % der Stimmen gegen den von 2014 bis 2020 amtierenden Bürgermeister Jürgen Schalk.

### Gemeinderat
Die Sitzverteilung bei der Gemeinderatswahl 2020 war wie folgt:
- Heimertinger Liste und CSU: 6 Sitze (52,8 %)
- Die Unabhängige Wählerliste: 4 Sitze (31,6 %)
- Für Heimertingen: 2 Sitze (15,5 %)

### Wappen
| Wappen von Heimertingen | Blasonierung: „In Gold eine eingeschweifte rote Spitze, darin ein silberner Halbmond, begleitet von je einer blauen Lilie.“ |
| Wappen von Heimertingen | Wappenbegründung: Die Ortsherrschaft über Heimertingen übte seit dem Spätmittelalter das Memminger Patriziergeschlecht Edlinstett aus; im Jahr 1589 traten die Grafen Fugger in engere Beziehungen zum Gebiet der Gemeinde. Diese für die Ortsgeschichte wesentlichen Tatsachen werden im Gemeindewappen durch die Symbole des Hauses Fugger (blaue Lilien in Gold) und der Familie von Edlinstett (Halbmond) sinnbildlich dargestellt. Das Wappen wurde am 20. Juli 1966 durch Bescheid des Bayerischen Staatsministeriums des Innern genehmigt. Der Entwurf und die Gestaltung des Wappens übernahm der Memminger Georg Schedele. |

### Flagge
Die Flagge wurde am 20. März 1991 durch Bescheid der Regierung von Schwaben genehmigt. Sie ist blau-weiß-blau gestreift mit aufgelegtem Gemeindewappen.

## Sehenswürdigkeiten
Römisch-katholische Pfarrkirche St. Martin aus dem Jahr 853 mit Fresken des Schwabmünchner Malers Ferdinand Wagner.

## Wirtschaft und Infrastruktur

### Wirtschaft einschließlich Land- und Forstwirtschaft
Im Jahre 1998 gab es laut amtlicher Statistik im Bereich Land- und Forstwirtschaft sieben, im produzierenden Gewerbe 373 und in Handel und Verkehr 141 sozialversicherungspflichtig Beschäftigte am Arbeitsort. In sonstigen Wirtschaftsbereichen waren am Arbeitsort 60 Personen sozialversicherungspflichtig beschäftigt; sozialversicherungspflichtig Beschäftigte am Wohnort gab es insgesamt 604. Im verarbeitenden Gewerbe gab es keinen Betrieb, im Bauhauptgewerbe zwei Betriebe. Zudem bestanden 1999 24 landwirtschaftliche Betriebe mit einer landwirtschaftlich genutzten Fläche von 740 Hektar, davon waren 467 Hektar Ackerfläche und 273 Hektar Dauergrünfläche. Im Jahre 2010 wurden im Ort rund 500 Beschäftigte gezählt.

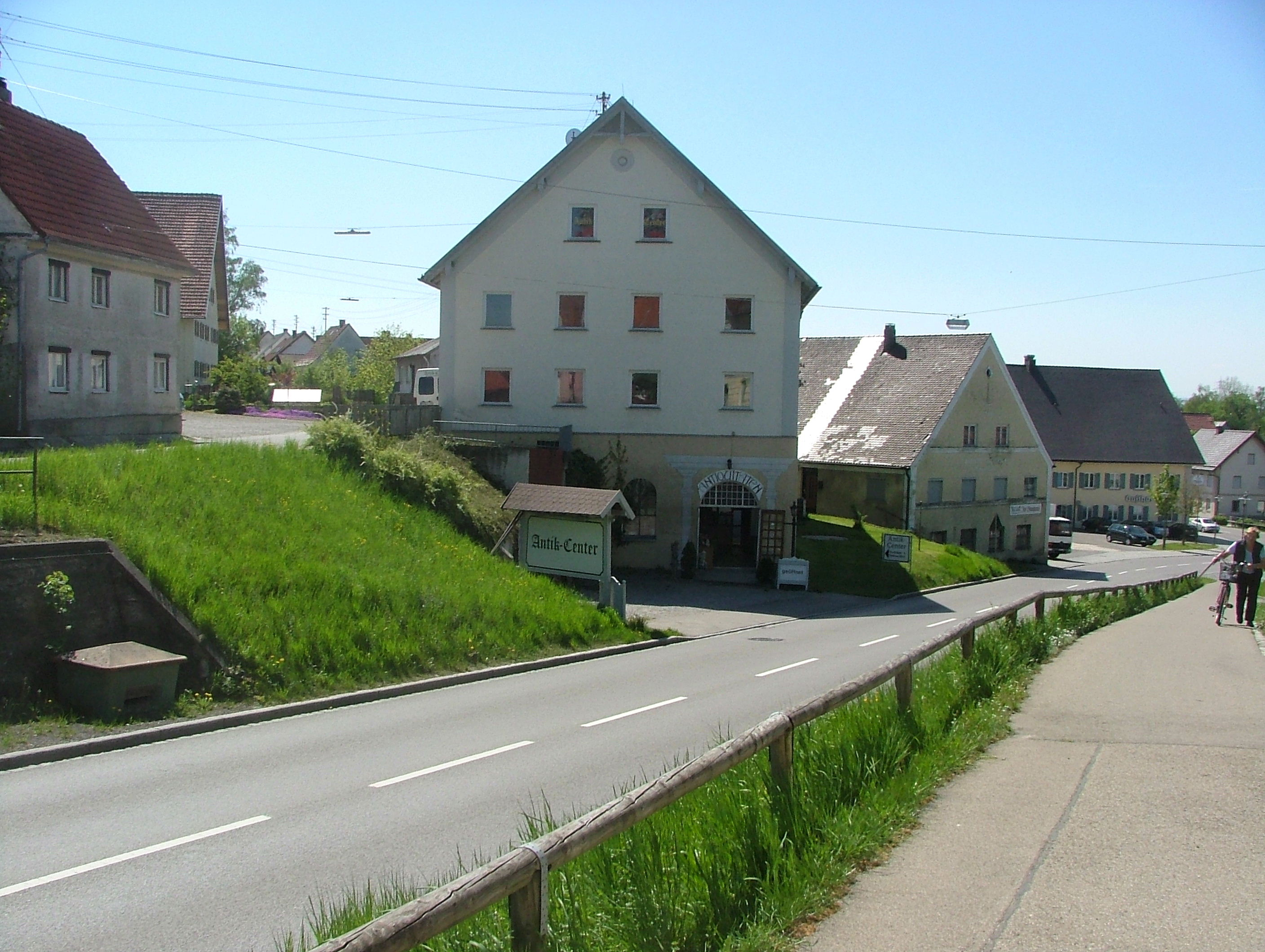
Heimertingen, Ulmer Straße

### Bildung
Im Jahr 2010 gab es folgende Einrichtungen:
- 50 Kindergartenplätze mit 50 Kindern
- Verbandsgrundschule mit acht Lehrern und 185 Schülern

### Verkehr
Heimertingens Betriebsbahnhof liegt an der Bahnstrecke Neu-Ulm–Kempten. Züge halten nicht zum Ein- und Aussteigen. Im Rahmen der Regio-S-Bahn Donau-Iller ist die Einrichtung einer Bahnstation für Personenzüge vorgesehen.

## Persönlichkeiten
- Ignaz Waibel (1661–1733), Holzbildhauer, gestorben in Heimertingen; schuf unter anderem das Chorgestühl in der Kartause Buxheim